# قاي جاي ليون
قاي جاي ليون (بالإنجليزية: Guy J. Lyon)‏ هو مدرب خيول أمريكي، ولد في 20 يوليو 1933، وتوفي في 2 نوفمبر 2001.